# Церковь Святого Флориана (Копшивница)
Церковь святого Флориана (пол. Kościół św. Floriana w Koprzywnicy) — католическая церковь, находящаяся в городе Копшивница, Свентокшиское воеводство, Сандомирский повят, Польша. Церковь освящена в честь святого Флориана.

## История
Первоначально церковь называлась в честь святого Флориана и Пресвятой Девы Марии и была построена вместе с монастырём монашеского ордена цистерцианцев. В основании монастыря принял участие сандомерский воевода Николай Богория, который в 1183 году пригласил цистерцианцев из французского аббатства Моримон. Церковь святого Флориана и монастырь были построены в романском стиле между 1207—1220 гг.
В 1819 году царская власть имперской России закрыла монастырь цистерцианцев в Копшивнице. В 1821 году церковь святого Флориана была передана местной католической сандомирской епархии.